# 麥氏箭蛇
麥氏箭蛇是游蛇科箭蛇屬的一種爬蟲動物。該物種分布於厄瓜多。
該物種以自然學家麥可·沙賓（Michael Sabin）的名字命名。